# Gioacchino Solinas
Gioacchino Solinas (Bonorva, 1º settembre 1892 – Sassari, 22 aprile 1987) è stato un generale italiano, combattente della prima guerra mondiale e delle campagne coloniali, decorato di tre medaglie d'argento, una di bronzo, di una croce di guerra al valor militare, di due croci al merito di guerra e della croce di commendatore dell'Ordine della Corona d'Italia. Comandante della 21ª Divisione fanteria "Granatieri di Sardegna" durante le fasi dell'armistizio dell'8 settembre 1943, fu uno dei protagonisti del tentativo di difendere Roma (8-10 settembre 1943) dall'occupazione tedesca. In seguito aderì alla Repubblica Sociale Italiana su invito del Maresciallo d'Italia Rodolfo Graziani, venendo nominato comandante militare della Lombardia, ma fu epurato dall'Esercito Nazionale Repubblicano nel corso del 1944 su esplicita indicazione di Benito Mussolini. Al termine della guerra fu arrestato dai partigiani, e condannato per collaborazionismo dalla Corte d'assise straordinaria di Milano a 20 anni di carcere per aver aderito alla RSI, ma la Corte di Cassazione di Roma lo prosciolse da ogni accusa nel 1946. Ritiratosi a vita privata, nel 1967 diede alle stampe il libro di memorie autobiografico I Granatieri nella difesa di Roma.

## Biografia

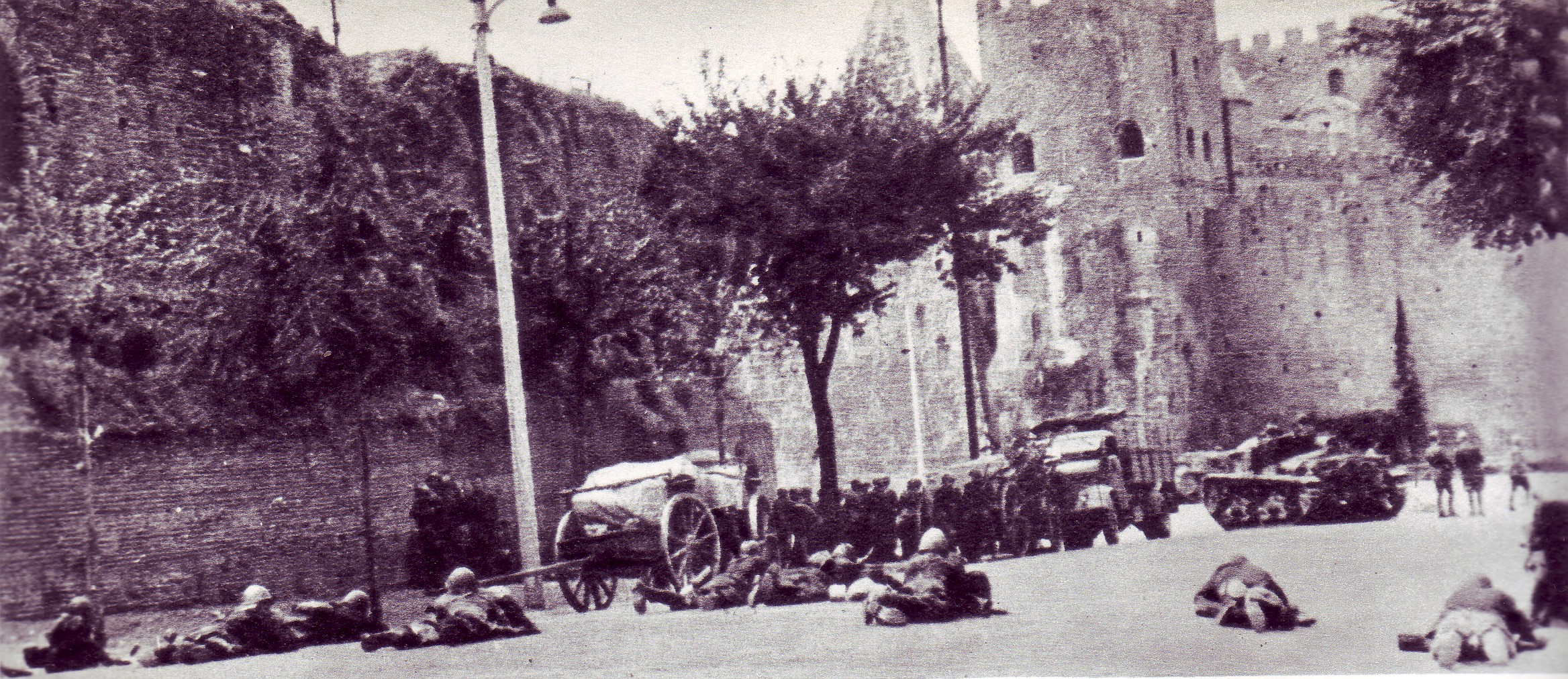
I granatieri del generale Gioacchino Solinas difendono Roma il 9 settembre del 1943

Nacque a Bonorva, provincia di Sassari, il 1 settembre 1892, e una volta arruolatosi nel Regio Esercito l'8 novembre 1910 fu ammesso a frequentare i corsi della Regia Accademia di Fanteria e Cavalleria di Modena, dalla quale uscì con il grado di sottotenente, assegnato all'Arma di Fanteria. Il 19 maggio 1912 è assegnato al 2º Reggimento del corpo dei bersaglieri combatte durante la prima guerra mondiale distinguendosi capitano comandante dell'8ª Compagnia del 10º Reggimento bersaglieri. Rimasto ferito alla mandibola, al termine della convalescenza fu trasferito in servizio al 2º reggimento mitraglieri di marcia.
Al termine del conflitto si trasferì al Regio corpo truppe coloniali della Cirenaica, in Libia, partecipando attivamente alle operazioni di riconquista della colonia, tanto da essere decorato con una Medaglia d'argento e la Croce di guerra al valor militare. Al termine delle operazioni, con il grado di maggiore, fu mandato al presidio militare di Zara come comandante di battaglione, prestando servizio agli ordini di Giovanni Messe che non mancò di elogiarne il comportamento. Mandato in A.O.I. con il grado di colonnello, nel 1939 divenne comandante della XVI Brigata coloniale di stanza a Gondar. Si distinse durante le operazioni di controguerriglia, tanto da venire decorato con una seconda Medaglia d'argento al valor militare.
Rientrato in Italia, dopo l'entrata in guerra dell'Italia, avvenuta il 10 giugno 1940, si distinse sul fronte greco-albanese al comando del 5 reggimento bersaglieri della 131 divisione corazzata Centauro, dove fu promosso generale di brigata sul "campo".
Nel corso del 1941 è assegnato, in qualità di vicecomandante, alla 3ª Divisione celere "Principe Amedeo Duca d'Aosta" con cui parte per il fronte orientale al seguito del Corpo di Spedizione Italiano in Russia al comando del generale di corpo d'armata Messe. Rientrato in Italia dal 28 ottobre 1941 a causa delle gravi condizioni di salute fu ricoverato presso l'ospedale di Milano, ed al termine della degenza, il 21 agosto 1942, fu nominato comandante della fanteria divisionale della 44ª Divisione fanteria "Cremona", stanziata a Macomer, della quale divenne comandante il 10 novembre dello stesso anno. La divisione proprio dall'11 novembre si imbarco' da Olbia e Palau per la Corsica come truppa di occupazione, ma dopo la caduta del fascismo, avvenuta il 25 luglio 1943, il generale Giacomo Carboni, comandante del Corpo d'armata motocorazzato, lo volle a Roma in qualità di comandante della 21ª Divisione fanteria "Granatieri di Sardegna", arrivandovi il 4 agosto 1943.
Appresa casualmente la sera dell'8 settembre l'avvenuta firma dell'armistizio con gli alleati, informato da conoscenti, chiese subito ordini ai comandi superiori senza ricevere indicazioni.
Informato della inaspettata cattura senza combattimento della 103ª Divisione fanteria "Piacenza" e della 220ª Divisione costiera (che formavano la cintura esterna di protezione a sud di Roma) da parte dei tedeschi, fu raggiunto poco dopo, presso la sede del suo comando, da un loro ufficiale che gli chiese la resa della sua divisione, ottenendone un deciso rifiuto. Vista la situazione, incaricò poi il capitano Villoresi di intimare ai tedeschi che se entro le ore 22 non fosse stato restituito un posto di blocco nel frattempo da loro conquistato, egli avrebbe aperto il fuoco contro una colonna della Wehrmacht attestata sulla via Ostiense, come poi effettivamente avvenne.
I Granatieri di Sardegna iniziarono così un durissimo scontro contro i tedeschi per la difesa di Roma, di cui egli fu tra i più strenui e combattivi protagonisti. I combattimenti cessarono alle 16:10 del 10 settembre a seguito della firma di un armistizio stipulato dai suoi superiori con le forze tedesche del Feldmaresciallo Albert Kesselring.
A seguito dello scioglimento della sua Divisione si diede alla latitanza, nascondendosi per evitare l'arresto da parte dei tedeschi a causa del suo ordine di sparare contro di essi.
Ciononostante fu poco tempo dopo contattato dal Maresciallo d'Italia Rodolfo Graziani che gli propose l'incarico di comandante militare della Lombardia all'interno della neocostituita Repubblica Sociale Italiana, che egli accettò. L'incarico, tuttavia, si svolse esclusivamente in ambito amministrativo, escludendo il comando di unità impegnate in combattimento. In tale ruolo fu successivamente accusato dal governo di Salò di collaborazione con il Comitato di Liberazione Nazionale per aver allontanato dal servizio nell'Esercito Nazionale Repubblicano "ufficiali animati di fede fascista", ed infine epurato su esplicita richiesta dello stesso Benito Mussolini.
Terminata la guerra fu arrestato dai partigiani della Brigata "Matteotti", e l'11 luglio 1945 il generale, accusato anche di aver costituito un tribunale militare speciale (che celebrò il processo farsa nel quale vennero condannate a morte le vittime della cosiddetta Strage dell'Arena), fu condannato come collaborazionista dalla Corte d'assise straordinaria di Milano a 20 anni di carcere per aver aderito alla RSI e accettato il comando regionale della Lombardia. Egli si difese sostenendo che – oltre al fatto di essere stato destituito dall'incarico da parte dei repubblichini – nel dieci mesi in cui svolse l'incarico, a partire dal novembre 1943, si registrarono 30.000 esoneri, 6.500 militari internati in Svizzera furono rimpatriati e 3.500 diserzioni coperte. «Da me non è stato mai ordinato nessun arresto, nessuna convocazione di Tribunale straordinario, nessun rastrellamento di partigiani», dichiarò Solinas. La vicenda giudiziaria si concluse nel 1946 quando la Corte di Cassazione di Roma lo scagionò definitivamente.
Ritiratosi a vita privata, nel 1967 diede alle stampe il libro autobiografico I Granatieri nella difesa di Roma, spegnendosi a Sassari il 22 aprile 1987.
Il suo caso è al centro di un importante dibattito storiografico sull'orgoglio militare che prevale sulle motivazioni politiche.

## Pubblicazioni
- I Granatieri nella difesa di Roma, Galizzi Editore, Sassari, 1968.

### Annotazioni
1. ↑  Soffriva di malaria, contratta in Grecia, che gli causava frequenti crisi febbrili, e di una fastidiosa sciatica dovuta alle fatiche sul fronte russo.
2. ↑  Assunse il comando della divisione il 4 agosto 1943.
3. ↑  Si trattava di due conterranei che avevano ascoltato la notizia trasmessa da un comunicato alla radio.
4. ↑  Comandante di una batteria d'artiglieria attestata al caposaldo n.5.
5. ↑  L'armistizio fu firmato dal colonnello L. Giaccone, Capo di stato maggiore del comandante militare della piazza di Roma, generale Giorgio Carlo Calvi di Bergolo, alle 15.20 e divenne operativo alle 16.10.
6. ↑  Fu apertamente definito negli ambienti fascisti "il criminale che aveva fatto sparare contro i tedeschi".
7. ↑  L'allontanamento dal servizio avvenne qualche tempo dopo la richiesta di Mussolini, su mediazione di Francesco Maria Barracu, amico di Solinas.

### Fonti
1. 1 2 3  Sanna 2015, p. 9.
2. 1 2   Regio Esercito Italiano Ministero della Guerra, Foglio Matricolare Gioacchino SOLINAS, 8 novembre 1910.
3. 1 2 3 4 5 6 7  Sanna 2015, p. 10.
4. 1 2  Sanna 2015, p. 11.
5. 1 2 3 4 5 6 7  Sanna 2015, p. 12.
6. 1 2  Sanna 2015, p. 13.
7. ↑  Sanna 2015, p. 15.
8. 1 2 3 4 5 6  Sanna 2015, p. 16.
9. ↑  Solinas, il generale fascista che si oppose ai nazisti, in Archiviato il 3 marzo 2016 in Internet Archive. L'Unione Sarda, 27 agosto 2005.
10. ↑  Sanna 2015, p. 17.
11. ↑  Gazzetta Ufficiale del Regno d’Italia n.228 del 5 ottobre 1938, pag.7
12. ↑  Gazzetta Ufficiale del Regno d’Italia n.284 del 5 dicembre 1940, pag.3
13. ↑  Registrato alla Corte dei Conti addì 28 luglio 1941, registro n.25, foglio 183.